# Wampirek (powieść)
Wampirek (niem. Der kleine Vampir) - powieść fantasy dla dzieci autorstwa Angeli Sommer-Bodenburg. Powieść ukazała się po raz pierwszy w 1979 roku. Zapoczątkowała cały cykl utworów poświęconych postaci Wampirka i jego żywego przyjaciela Antka.

## Treść
Dziewięcioletni Antek, który zawsze uwielbiał historie o duchach, wiedźmach i upiorach, spotyka pewnego dnia prawdziwego młodego wampira. Choć początkowo czuje strach, szybko się z zaprzyjaźnia się z nowym sąsiadem, a także z jego rodziną.